# Dinurus barbatus
Dinurus barbatus är en plattmaskart. Dinurus barbatus ingår i släktet Dinurus och familjen Hemiuridae. Inga underarter finns listade i Catalogue of Life.